# Lulu Ranne
Lulu Ranne, född 12 juli 1971 i Kristinestad, är en finländsk politiker (Sannfinländarna). Hon är ledamot av Finlands riksdag sedan 2019 och kommunikationsminister i regeringen Orpo sedan 2023.
Ranne blev invald i riksdagen i riksdagsvalet 2019 med 7 812 röster från Tavastlands valkrets. Hon omvaldes i riksdagsvalet 2023 med 10 665 röster från Tavastlands valkrets.